# 3863 Gilyarovskij
3863 Gilyarovskij (1978 SJ3) là một tiểu hành tinh vành đai chính được phát hiện ngày 16 tháng 9 năm 1978 bởi Zhuravleva, L. ở Nauchnyj.